# François Jaffrennou
François-Joseph-Claude Jaffrennou (Carnoët, 15 de març de 1879 - Brageirac, 26 de maig de 1956) més conegut com a Taldir és un escriptor i polític bretó, bard del moviment neodruídic. És pare de Gildas Jaffrennou.
Era fill d'un notari i es llicencià en dret. El 1897 va traduir del gal·lès al bretó Bro gozh ma zadoù (El país dels meus pares), himne nacional de Bretanya. El 1898 va col·laborar en la pàgina en bretó del diari La Résistance de Morlaix, on hi en la fundació de la Unió Regionalista Bretona sota la presidència d'Anatole Le Braz. El 1899 va col·laborar a Rennes al diari L'Ouest-Éclair, on hi publicava dues columnes en bretó i fundà la Federació d'Estudiants Bretons. El 18 de juliol de 1899 participà en el festival gal·lès Eisteddfod de Cardiff amb 21 bretons i fou consagrat bard amb el nom de Taldir ab Hernin. Després faria el servei militar a Guingamp.
El 1901, amb Jean Le Fustec, va crear el Gorsedd bretó seguint el model gal·lès. El 1933 en fou nomenat Gran Druida. Durant uns anys treballà com a advocat amb el seu pare i el 1904 amb l'impressor Alexandre Le Goaziou fundà el diari Ar Vro a Carhaix, on també edità el diari bilingüe Ar Bobl fins al 1914. El 1913 es doctorà a la Universitat de Rennes amb una tesi sobre Prosper Proux.
Després de lluitar a la Primera Guerra Mundial continuà les seves activitats a la Federació Regionalista de Bretanya. El 1923 fou un dels fundadors de la revista La Bretagne libertaire i el 1926 An Oaled (La llar), butlletí trimestral de regionalisme i bardisme en francès i bretó. Hi publicà articles i peces de teatre com Buhez Sant Erwan, An Hirvoudou (1899), An Delen Dir (1900) i Breiziz (1911).
Durant els anys 1930 els dirigents del Partit Nacionalista Bretó d'Olier Mordrel i François Debauvais principalment van estar enfrontat sobre la qüestió de la bandera Gwenn-ha-Du, per rebutjar el separatisme de Breiz Atao i per negar-se a acceptar l'ortografia KLTG, decantant-se més pel moviment folklorista i regionalista de la Unió Regionalista Bretona del marquès Regís de L'Estourbeillon, Léon Le Berre, Camille Le Mercier d'Erm, el comte René de Laigue, i els cercles cèltics. També es mostrà antialemany i profrancès.
Nogensmenys, el 1940 va donar suport al mariscal Philippe Pétain i fou nomenat membre del Comitè Consultatiu de Bretanya el 1942. Es mostrà partidari del nacionalisme integral, col·laborà amb la revista L'Heure bretonne i va mantenir bones relacions amb el Partit Nacional Bretó.
El 7 d'agost de 1944 fou arrestat pels resistents francesos a Carhaix, sota l'acusació de col·laboracionisme i separatisme, i condemnat a arrest domiciliari. Poc després fou empresonat a Quimper i després de la guerra fou acusat d'haver denunciat als alemanys l'impressor Adolphe Le Goaziou com a resistent. Malgrat la manca de proves materials, fou condemnat a cinc anys de presó. També fou acusat d'haver col·laborat en la persecució de jueus, fet desmentit per l'escriptor Leo Perutz que va escriure dues cartes per defendre'l. El 1946 fou amnistiat pel president del Consell de Ministres Georges Bidault però se li prohibí tornar a Bretanya. Aleshores es va establir a Brageirac, on va morir el 1956.

## Publicacions
- Bue sant Ervoan ha Sant Briek, Bue Sant Briek-Saint-Brieuc : impr. Saint-Guillaume, 1896.
- Consortium Breton (Le) (Ar c'hevre Breizek) kelaouen-gelc'h evid ober gant hon bro unan binvidik. Carhaix 1927-1939. Del nombre 1 (Febrer 1927) al nombre 70 i darrer (4t trim. 1939), revista creada per François Taldir-Jaffrennou, barde, qui l'administrà, la revista Le Consortium Breton, ar c'hevre breizek" esdevindrà An Oaled, le foyer breton a partir del n° 19 i s'afirma com a portaveu del regionalisme i del bardisme;
- 20 chansons populaires pour les Écoles de Bretagne sur les airs du Folklore celtique. Chant Breton et Chant Français, París, Bruxelles, H. Lemoine;
- Barzaz Taldir. Les poèmes de Taldir. Texte bretó i traducció francesa. 3 volums. Tom I : París, Champion, 1903 Tom II : Carhaix, impr. librairie du peuple, 1911, Tom III : Rennes, Ed. Ouest-Eclair, 1923;
- Histoire anecdotique de Carhaix, (Ancienne vorganium) en sept veillées, contée par un Génie romain, Quimper, ATR, 1984,
- Eur Wech e oa "Il était une fois", souvenirs héroïques et cocasses. Eur c'hrennard Eun diskard Eur soudard (Envorennou Yaouankiz) Carhaix, Ed. armorica N°24 -1944;
- Trois Orphées aux enfers, composta amb Ronan Pichery-Abroc'hell i Auguste Boncors, 1952.